# 乔治·克拉里奇·德鲁斯
乔治·克拉里奇·德鲁斯（George Claridge Druce，1850年5月23日—1932年2月29日）为英国植物学家，曾任牛津市市长。